# Antodilanea
Antodilanea is een kevergeslacht uit de familie van de boktorren (Cerambycidae). De wetenschappelijke naam van het geslacht werd voor het eerst geldig gepubliceerd in 1962 door Gilmour.

## Soorten
Antodilanea omvat de volgende soorten:
- Antodilanea auana Martins & Galileo, 2004
- Antodilanea modesta (Lane, 1939)